# Call of Juarez: Bound in Blood
Call of Juarez: Bound in Blood est un jeu vidéo de tir à la première personne développé par Techland. Il est édité par Ubisoft en 2009 sur PC, PlayStation 3 et Xbox 360. Second opus de la franchise, il s'agit d'une préquelle de Call of Juarez présentant plus en détail le passé du révérend Ray McCall.

## Scénario
L'histoire débute en 1864, lors de la Guerre de Sécession. Ray et Thomas McCall combattent dans les tranchées aux côtés des Confédérés. Tous deux séparés, Ray s'inquiéte pour son frère combattant sur un autre front, il décide de le retrouver coûte que coûte. Malgré leur petite victoire contre les Yankees, l'armée des Confédérés perd peu à peu du terrain. L'armée Sudiste va bientôt capituler fàce à l'armée de l'Union. C'est dans ces conditions que Ray et Thomas décident de déserter pour retrouver leur mère et leur troisième frère, William. Ils partent pour leur ferme, sans autorisation de la part de leur supérieur, le Colonel Jeremy Barnsby. Ce colonel est persuadé que sa défaite est due en partie aux déserteurs, retrouver et punir les déserteurs est devenu son principal objectif.
Après avoir chassé les Confédérés de leur propriété et retrouvé leur mère décédée, ils fuient tous trois (Avec William) l'État pour rejoindre le Mexique, traqués par Jeremy Barnsby, refusant de baisser les armes même à la fin de la Guerre. Au Mexique, ils entendront parler d'un mystérieux trésor, le trésor de Juarez.

## Personnages
- Ray McCall (VF : Marc Alfos): Le plus vieux des frères, préférant le combat rapproché et les tâches requérant l'utilisation de la force et de la violence. Des deux, il est également plus fatal dans les duels au révolver et à la dynamite[1]. Ray est aussi plus résistant aux balles grâce à la cuirasse en acier qu'il porte et sa force lui permet d'enfoncer certaines portes et de transporter une Gatling portative. Le mode "concentration" de Ray permet au joueur de cibler jusqu'à 12 ennemis et quand ce mode s'achève, Ray tire rapidement ses 12 coups avec une parfaite précision sans que ses adversaires n'aient eu le temps de riposter.
- Thomas McCall (VF : Boris Rehlinger): Il est davantage un tireur d'élite qui choisit plutôt le combat à longue distance, plus éloigné. Ainsi, ses armes de prédilection sont plus les fusils, les couteaux ou encore un arc de chasse. Il est également le plus furtif des frères, ce qui lui permet de se faufiler et d'approcher ses ennemis en silence et discrètement, afin d'éliminer silencieusement ses adversaires, tel qu'en lançant ses couteaux ou en décochant des flèches à longue distance[1]. Une autre caractéristique réside dans sa dextérité à manier le lasso qui lui permet d'accéder à certains lieux difficiles d'accès[2],[3]. Le mode "concentration" de Thomas ralentit lui aussi le temps et permet ainsi au joueur d'abattre jusqu'à six adversaires en une fois avec une précision d'un coup au but pour chaque balle. Il tire à hauteur de la hanche en gardant le doigt sur la détente pendant que son autre main réarme rapidement après chaque tir le chien du revolver, ce qui provoque une cadence de tir supérieure. Le joueur doit simuler ce mouvement en cliquant plusieurs fois à la suite sur le bouton de tir de la souris et en la déplaçant dans le même temps de bas en haut pour recréer le mouvement du chien de l'arme. Bien qu'il ne puisse cibler que 6 personnes à la fois contrairement aux 12 tirs de Ray, Thomas peut néanmoins éliminer ses adversaires dans un rayon de 180° autour de lui à différents niveaux de hauteur.
- William McCall (VF : François Creton): Le plus jeune des frères, qui est dans le scénario un étudiant en théologie et futur prêtre. Le jeu ne permet pas de le prendre en main. Il suit partout ses deux autres frères car il considère que c'est son devoir de les "tourner vers la lumière". Il les accompagne souvent dans les combats rapprochés et de fait doit être protégé. Par ailleurs, il essaie constamment de convaincre ses frères de rester en dehors de tous ces problèmes et de mieux se comporter. Il finit cependant par devenir un "pêcheur" d'après les propres mots de Juarez, quand il se voit forcé de tuer l'un de ses hommes de main pour se défendre. William essaiera par la suite de compenser sa faute en empêchant ses deux frères de s'entretuer quand il s'interpose entre eux, au moment où Ray annonce qu'il "tirera à trois". Ray, voyant que William cherche quelque chose dans sa veste, décide de tirer, croyant qu'il allait sortir une arme. mais il réalise ensuite que ce dernier voulait simplement prendre sa Bible. Le sacrifice de William pour empêcher Ray de tuer Thomas amène Ray à se remettre en question et finalement, il décide de devenir prêtre dans le but d'effacer son lourd passé. Ainsi, dans Call of Juarez, le révérend Ray McCall porte sur lui la Bible de William. Billy "la Bougie" reçoit également comme deuxième prénom "William" par son beau-père et sa mère, probablement en mémoire du plus jeune des trois frères McCall.
- Juarez (VF : José Luccioni): Son vrai nom est Juan Mendonza. C'est un puissant chef bandit mexicain, surnommé « Juarez » d'après le nom de sa ville natale. Il est l'un des principaux antagonistes du jeu mais initialement un ami et allié. Les frères McCall rencontrent Juarez après avoir sauvé Marisa d'un groupe de bandits qui l'avaient molestée et prise pour une prostituée. La raison pour laquelle les McCall sont au Mexique est de trouver le trésor perdu d'Hernán Cortés; Juarez est également à sa recherche et il emploie finalement les McCall pour l'aider à retrouver ce trésor en échange d'une partie du butin. Dans le même temps, Marisa est sa maîtresse; c'est ce qui génère d'ailleurs le différend qui oppose Ray à Juarez car ce dernier l'aime en secret. Juarez est aussi le père biologique de William "Billy la Bougie", le protagoniste de Call of Juarez.
- Jeremy Barnsby (VF : Marc Bretonnière): Jeremy Barnsby est un Colonel de l'armée Sudiste. Il va passer le restant de sa vie à chercher à reformer une armée sudiste même après la guerre et à traquer les frères McCall, les considérant comme déserteurs et jugeant leur comportement coupable de la destruction d'Atlanta par le Général Sherman (Sa femme et son fils y sont morts devant ses yeux).